# Mario Ramos (Schauspieler)

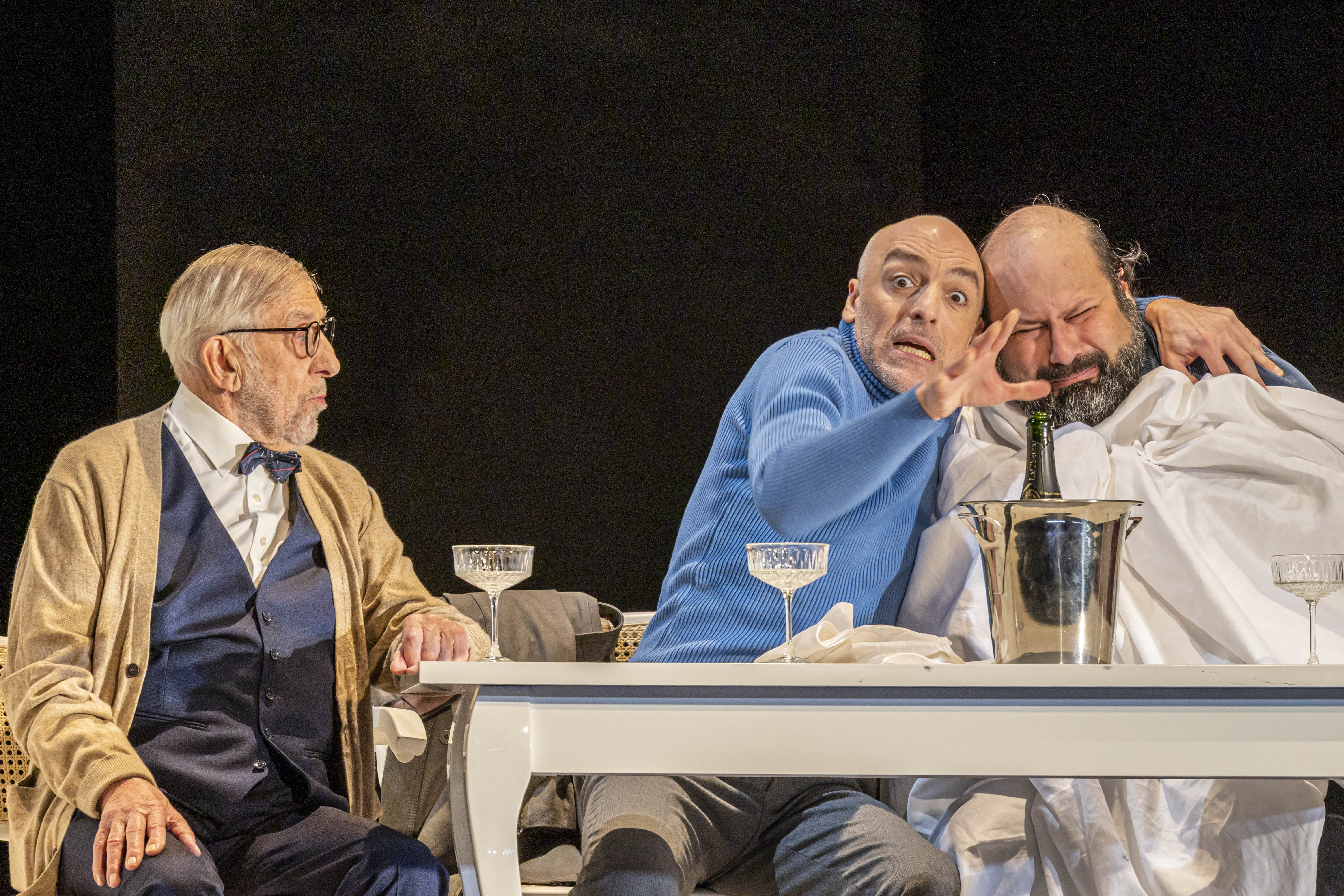
Ramos (Mitte) in Biedermann und die Brandstifter Schlosspark Theater (2023)

Mario Ramos (* 30. Juni 1973 in Salamanca, Spanien) ist ein spanischer Schauspieler, Musiker und Lyriker, der in Deutschland aufwuchs.

## Leben
Mario Ramos wurde 1973 in Salamanca in Spanien geboren und wuchs in Deutschland auf. Er nahm eine Schauspielausbildung an der Theaterfachschule Bongôrt-van Roy in Bergisch Gladbach. Während seiner Ausbildung spielte er an der Kammerbühne Bergisch Gladbach in Stücken wie Kiss me Kate, Weisman und Rotgesicht oder Stella. Es folgten Produktionen in Köln, wo er in Mein Kampf den Hitler, den Gerardo/Roberto in Der Tod und das Mädchen sowie den Marquis de Sade in Marat/Sade verkörperte.
Nach dem Studium war in an verschiedenen Projekten in Nordrhein-Westfalen aktiv, so leitete er u. a. Vorbereitungskurse zum Schauspielerberuf an einem Gymnasium. Es folgten mehrere freie Engagements im Kölner und Bergischem Raum. Seit den letzten Jahren spielt er an verschiedenen Hamburger Bühnen, etwa den Cliff in Cabaret, George Garga in Im Dickicht der Städte, den Happy in Tod einer Handlungsreisenden oder Mario in Holms: Vorsicht Baustelle!. Zudem stand er 2004 als Santano in Maß der Dinge vor der Kamera. Ramos war bei den Bad Hersfelder Festspielen in Ein Sommernachtstraum, Faust, Die Bremer Stadtmusikanten sowie in Camelot zu sehen. Als Mordred in Camelot bekam er 2005 den Hersfeld-Preis. Von 2009 bis 2015 war er bei den Störtebeker-Festspielen auf der Insel Rügen zu erleben. Im Mai 2011 war Mario Ramos im Hamburger Musical Revolver im Klavier zu sehen, welches dort zur Uraufführung kam.
Ramos lebt seit 2002 mit seiner Lebensgefährtin Saskia Fischer in Hamburg. Ende des Jahres 2009 wurde Ramos Vater eines Sohnes.

## Auszeichnungen
- 2005: Hersfeld-Preis (mit Marie-Therese Futterknecht)

## Rollen (Auswahl)
- 1993: Kiss me Kate: Lucentio/Paul
- 1994: Weisman und Rotgesicht: Rotgesicht
- 1994: Kommt so wie ihr seid: John
- 1995: Preparadise sorry now: Ian
- 1996: Endspiel: Hamm
- 1997: Stella: Fernando
- 1997: Mein Kampf: Hitler
- 1998: Der Tod und das Mädchen: Gerardo/Roberto
- 1998: Marat/Sade: Sade
- 2001: Vermummte: Naím
- 2002: Ist das nicht mein Leben: P.Hill
- 2003: Bluthochzeit: Mond/Sänger
- 2003: Der Pelikan: Frederik
- 2004: Tod eines Handlungsreisenden: Happy
- 2004: Symphonie der Toten: Aidin
- 2004: Der Besuch der alten Dame: Loby (Bad Hersfelder Festspiele)
- 2005: Der Lord von Barmbeck: E. Hannack
- 2005: Die Affaire in der Rue de Lourcine: Potard
- 2005: Ein Sommernachtstraum: Demetrius (Bad Hersfelder Festspiele)
- 2005: Camelot: Mordred (Bad Hersfelder Festspiele)
- 2005: Cabaret: Cliff
- 2006: Im Dickicht der Städte: George Garga
- 2006: Faust: Hexe (Bad Hersfelder Festspiele)
- 2006: Die Bremer Stadtmusikanten: Der Hahn (Bad Hersfelder Festspiele)
- 2006: Nathan der Weise: Derwisch
- 2008/2009: Happy End: Governor/Kommissar
- seit 2009: Holms: Vorsicht Baustelle!: Mario
- 2009: Das Vermächtnis: Marcello da Pinci (Störtebeker-Festspiele)
- 2010: Der Fluch des Mauren: Baptista de Rocca (Störtebeker-Festspiele)
- 2011: Revolver im Klavier: Der schöne Hartmut, Erwin & Moses
- 2011/2012: Anatevka: Perchik
- 2011: Der Schatz der Templer: Stewart (Störtebeker-Festspiele)
- 2012: Störtebekers Tod: Simon von Ütrecht (Störtebeker-Festspiele)
- seit 2012: Holms: Stille Nacht!: Herr Sittich
- 2013: Beginn einer Legende: Henning von Manteufel (Störtebeker-Festspiele)
- 2014: Gottes Freund: Swarte Skaaning (Störtebeker-Festspiele)
- 2015: Das Boot: Leitender Ingenieur
- 2015: Aller Welt Feind: Großfürst Wassili (Störtebeker-Festspiele)
- 2016: Vor Sonnenuntergang: Rechtsanwalt Hanefeldt (Schlosspark Theater Berlin)
- 2016: Faust 1: Mephisto (Festspiele Wismar)
- 2016: Einfach tierisch: Gerhard von Klickel  (Schlosspark Theater Berlin)
- 2017: Minna von Barnhelm Riccaut de la Marliniere  (Schlosspark Theater Berlin)
- 2018: Der Stellvertreter
- 2018: Volpone (Schlosspark Theater Berlin)
- 2019: Mörder und Mörderinnen: Rudi (Schlosspark Theater Berlin)
- 2019: Glücklich in 90 Minuten: Carl Christian Blau (Hamburger Kammerspiele)
- 2020: Ruhe, wir drehen! (Schlosspark Theater Berlin)
- 2020: Stella: Fernando (Hamburger Kammerspiele)
- 2021: Ole Mann un de See – Komposition und live Musik (Ohnsorg Theater)
- 2022: Der König stirbt: Arzt (Schlosspark Theater Berlin)
- 2023: Onkel Wanja: Telegin (Schlosspark Theater Berlin)

## Film
- 2002: Cafe Schwarz: Span.Killer/Kölner Polizist/der Verführer
- 2003: Der letzte Vorhang: Regisseur Rainer
- 2004: Das Maß der Dinge: Santano
- 2005: Der Lord von Barmbeck